# William Edmund Barrett
William Edmund Barrett (16 de noviembre de 1900-14 de septiembre de 1986) fue un escritor estadounidense.

## Biografía
Nacido en la Ciudad de Nueva York, se graduó en el Manhattan College en 1922. Se casó con Christine M. Rollman el 15 de febrero de 1925. Trabajó como aeronáutica consultor de la Biblioteca Pública de Denver desde 1941. Él recibió una citación de Regis College en 1956. Él era un miembro de la PLUMA y los Autores de la Liga de Estados Unidos. Barrett fue católico.[cita requerida]
Fue miembro del National Press Club de Washington D. C. y de la Colorado Authors League, en la que fue presidente entre 1943 y 1944.
Tres de sus novelas fueron hechas películas: 
- The Left Hand of God, protagonizada por Humphrey Bogart
- Los lirios del valle, basado en su novela Los lirios del campo, con Sidney Poitier
- Los pedazos de sueños, basado en El Vino y la Música.

## Bibliografía

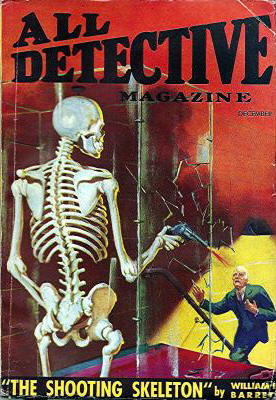
Barrett escribió muchas historietas como All Detective.